# NGC 547
NGC 547 (другие обозначения — UGC 1009, DRCG 7-42, MCG 0-4-143, ARP 308, ZWG 385.133, 3C 40, KCPG 32B, PGC 5324) — эллиптическая галактика (E1) в созвездии Кит. 
Открыта Уильямом Гершелем в 1785 году, описана им совместно с NGC 574A как «два звёздных объекта на расстоянии 1', туманности движутся вместе», и это описание довольно точное, так как обе галактики находятся «в одной оболочке». Галактика описывается Дрейером как «двойная туманность».
Галактики являются самыми яркими в кластере Abell 194. В «Новом общем каталоге» галактики неправильно причисляют двойную галактику как N547/N547A и переназначают NGC 545 на галактику 15-й величины M+00-04-140 на запад от рассматриваемой яркой пары. «Морфологический каталог галактик» неправильно определяет двойную галактику как NGC 547a и NGC 547b и также неправильно идентифицирует NGC 545 как M+00-04-140.
Образует двойную систему с NGC 545, которая используется Атласом пекулярных галактик в качестве примера «неклассифицированных объектов».
Галактика NGC 547 входит в состав группы галактик NGC 545. Помимо NGC 547 в группу также входят ещё 10 галактик.
Галактика NGC 547 входит в состав группы галактик NGC 585. Помимо NGC 547 в группу также входят ещё 22 галактики.